# Ayuntamiento de Arras
El ayuntamiento de Arras (en francés: Hôtel de Ville de Arras) es la sede del ayuntamiento de la localidad francesa de Arras, capital del departamento del Paso de Calais, en la región de Alta Francia. El edificio fue designado monumento histórico por el gobierno francés en 1921 y su campanario fue incluido, en 2005, en el grupo de Campanarios municipales de Bélgica y Francia, declarados Patrimonio de la Humanidad por la Unesco en 1999.

## Historia
Después de que uno de los concejales observara, a principios del siglo XVI, que el edificio que servía como ayuntamiento estaba en un estado ruinoso, el consistorio acordó encargar un nuevo edificio para que sirviera como sede de la administración municipal de la ciudad. El sitio que seleccionaron está en el lado noroeste de la céntrica Place Des Heros.
El nuevo edificio fue diseñado en estilo gótico, construido en piedra de sillería y terminado en 1517. El diseño preveía una fachada principal simétrica que da a la Place Des Heros. La planta baja está arqueada por siete arcos apuntados de luces desiguales, mientras que el primer piso está fenestrado por ocho ventanas apuntadas con siete redondeles encima. Detrás del edificio principal se encuentra un alto campanario. El tejado consta de tres filas de ventanas abuhardilladas y techado con pizarra. El diseño se inspiró en la arquitectura del ayuntamiento de San Quintín.
Detrás de la estructura original se añadió en 1572 una ampliación en forma de pabellón, diseñada por el artesano Mathias Tesson en estilo neorenacentista.
El edificio fue restaurado a mediados del siglo XIX y reinaugurado por el emperador Napoleón III el 26 de agosto de 1867. Fue destruido casi por completo por la artillería alemana el 7 de octubre de 1914 durante la Primera Guerra Mundial y reconstruida durante la década de 1920, según un diseño de Pierre Paquet, utilizando algunos materiales modernos cuando fue posible. Esto se puede ver claramente en el interior de la torre, donde la estructura principal de soporte es de hormigón. En 1921, el gobierno francés la declaró monumento histórico. El escultor Pierre Seguin fue seleccionado en 1924 para crear los adornos de la fachada del edificio, así como una chimenea de piedra y 132 paneles de roble tallados.
En 2005, el campanario fue añadido a la Lista del Patrimonio Mundial de la Humanidad de la Unesco como parte del sitio de Campanarios municipales de Bélgica y Francia debido a su arquitectura e importancia histórica en el mantenimiento del poder municipal en Europa.

## Túneles
En el siglo IX se excavaron una serie de túneles llamados «boves» para explotar la caliza blanca que se encontraba bajo la ciudad. Estos túneles fueron utilizados por 24 000 soldados británicos para prepararse para la batalla de Arras en 1917, durante la Primera Guerra Mundial, y por los residentes franceses como protección contra los bombardeos alemanes durante la Segunda Guerra Mundial. Se puede acceder a ellos desde el sótano del edificio.